# Tepui papagáj
A tepui papagáj (Nannopsittaca panychlora) a madarak osztályának papagájalakúak (Psittaciformes) rendjébe a papagájfélék (Psittacidae) családjába és az araformák (Arinae) alcsaládjába tartozó faj.

## Rendszerezése
A fajt Osbert Salvin és Frederick DuCane Godman írták le 1883-ban, a Brotogerys nembe Brotogerys panychlorus néven. Egyes szervezetek még a jákópapagáj-formák (Psittacinae) alcsaládjába sorolják.

## Előfordulás
Dél-Amerika északi részén, Brazília, Guyana és Venezuela területén honos. Természetes élőhelyei a szubtrópusi vagy trópusi síkvidéki és hegyi esőerdők. Nomád faj.

## Megjelenése
Átlagos testhossza 14 centiméter.

## Természetvédelmi helyzete
Az elterjedési területe még elég nagy, de szétaprózódott és csökken, egyedszáma viszont stabil. A Természetvédelmi Világszövetség Vörös listáján nem fenyegetett fajként szerepel.